# 津巴布韋人文科學博物館
津巴布韦人文科学博物馆（英語：Zimbabwe Museum of Human Sciences），本名维多利亚博物館，是位于非洲国家辛巴威哈拉雷的一座国立博物馆。建造于大英帝国统治时期。

## 历史
津巴布韦人文科学博物馆的前身是1902年建立的维多利亚女王博物館（Queen Victoria Museum），1956年迁至今址，1980年，津巴布韦独立后，该博物馆的馆藏重点从自然历史转向民族学和考古学。在羅伯特·穆加貝执政期间，该博物馆改为今名。

## 建築與館藏
津巴布韦人文科学博物馆位于津巴布韦首都哈拉雷市政中心旁的騎馬道（Rotten Row），靠近彩虹塔酒店。曾是津巴布韦最大的博物馆，津巴布韦奧林匹克博物館和體育圖書館也與该馆共有一个馆舍。
该博物馆的主要馆藏有该国土著人的绘画以及从大津巴布韦出土的珍贵文物，其中也包括该国国家象征的津巴布韦鸟石像，1981年津巴布韦独立后，该国政府從南非开普敦博物馆收回了这些石像，另外，该馆还收藏了4块中国明朝的瓷器碎片，其证明大津巴布韦在15世纪即已经與中国建立了贸易往来。另外，一件据称是《聖經》中約櫃複製品的木製文物也曾在该博物馆展出，该木制文物也是津巴布韦班图语支民族倫巴人的圣物。
由于疏于管理，该博物馆曾有超过1,000件文物未列入館藏登記冊，亦因此发生大量文物被盗窃的事件。